# Markus Baur

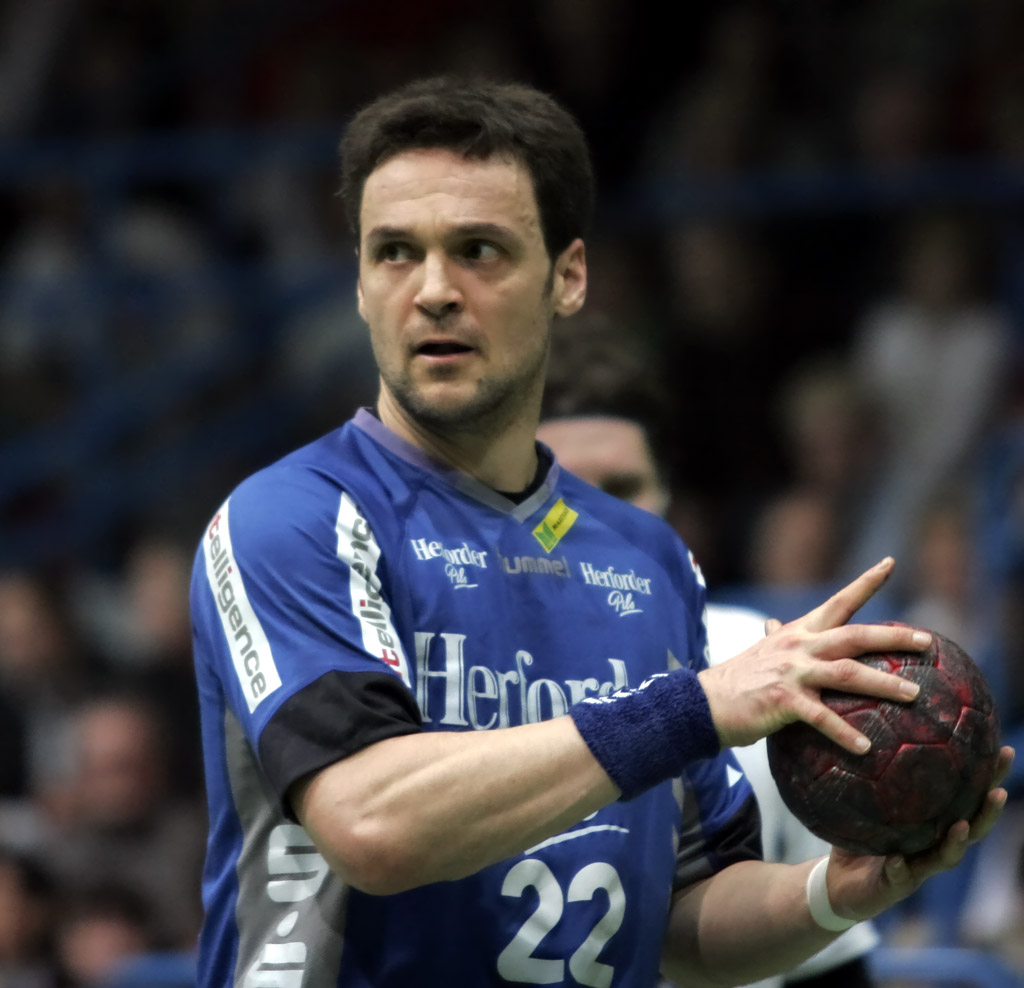
Markus Baur i mars 2007.

Markus Baur, född 22 januari 1971 i Meersburg, är en tysk handbollstränare och tidigare handbollsspelare. Han är högerhänt och spelade i anfall som mittnia.
Han ingick i det tyska lag som tog OS-silver i samband med OS 2004 i Aten.

## Klubbar

### Som spelare
- TSV Mimmenhausen
- VfL Pfullingen (–1993)
- SG Wallau/Massenheim (1993–1997)
- TV Niederwürzbach (1997–1998)
- HSG Wetzlar (1998–2001)
- TBV Lemgo (2001–2007)
- Pfadi Winterthur (2007, spelande tränare)

### Som tränare
- Pfadi Winterthur (2007)
- TBV Lemgo (2008–2009)
- TuS Nettelstedt-Lübbecke (2010–2012)
- Tyskland U21 (2012–2016)
- Kadetten Schaffhausen (2013–2015)
- TVB 1898 Stuttgart (2016–2018)

## Meriter i urval

### Med klubblag
- Tysk cupmästare 1994 och 2002
- Tysk mästare 2003
- EHF-cupmästare 2006

### Med landslaget
- EM-brons 1998 i Italien
- EM-silver 2002 i Sverige
- VM-silver 2003 i Portugal
- EM-guld 2004 i Slovenien
- OS-silver 2004 i Aten
- VM-guld 2007 i Tyskland

### Individuellt
- Årets handbollsspelare i Tyskland 2000 och 2002